# Langues pahoturi
Les langues pahoturi sont une proposition de famille de langues papoues parlées en Papouasie-Nouvelle-Guinée dans la province ouest.

## classification
Malcolm Ross (2005) inclut les langues pahoturi dans un ensemble papou sud central, avec les langues morehead-maro et bulaka river, mais exclut celui-ci de la famille hypothétique des langues de Trans-Nouvelle-Guinée, contrairement à S. Wurm (1975) et le réduit à trois groupes de langues, sur la base de la comparaison de leurs pronoms personnels. Haspelmath, Hammarström, Forkel et Bank rejettent cette proposition et maintiennent le pahoturi comme une famille de langues à part entière. 
Nicholas Evans (2014) estime que les éléments de comparaison sont trop minces pour valider la proposition de Ross et maintient l'existence séparée des trois familles de langues. Il pointe au contraire des ressemblances dans la morphologie et la typologie entre les langues morehead-maro et les langues trans-fly orientales.

## Liste des langues
Les langues pahoturi, au nombre de deux, sont les suivantes :
- agob
- idi

## Sources
- (en) Malcolm Ross, 2005, Pronouns as a preliminary diagnostic for grouping Papuan languages, dans Andrew Pawley, Robert Attenborough, Robin Hide, Jack Golson (éditeurs) Papuan pasts: cultural, linguistic and biological histories of Papuan-speaking peoples, Canberra, Pacific Linguistics. pp. 15–66.
- (en) Nicholas Evans, 2014, Positional Verbs in Nen, Oceanic Linguistics 53:2, pp. 225-255.